# جمعية أرمينيا الوطنية
جمعية أرمينيا الوطنية (بالأرمنية: Հայաստանի Հանրապետության Ազգային ժողով)‏ هي الهيئة التشريعية في أرمينيا، وتتكون من 131 مقعداً.

## رؤوساء جمعية أرمينيا الوطنية
- آلين سيمونيان، (2021-)